# Sempiternal
Sempiternal is het vierde studioalbum van de Britse metalband Bring Me the Horizon. Het album debuteerde op een derde plek in de UK Albums Chart, en kwam op plek één binnen in de ARIA Charts. Tevens bereikte het album een elfde plek in de Billboard 200, door in de eerste week 27,522 kopieën te verkopen.

## Tracklist
Alle muziek en teksten zijn geschreven door Oliver Sykes, Lee Malia and Jordan Fish. 
| 1.                 | Can You Feel My Heart         | 3:47 |
| 2.                 | The House of Wolves           | 3:25 |
| 3.                 | Empire (Let Them Sing)        | 3:45 |
| 4.                 | Sleepwalking                  | 3:50 |
| 5.                 | Go to Hell, for Heaven's Sake | 4:02 |
| 6.                 | Shadow Moses                  | 4:03 |
| 7.                 | And the Snakes Start to Sing  | 5:01 |
| 8.                 | Seen It All Before            | 4:07 |
| 9.                 | Antivist                      | 3:13 |
| 10.                | Crooked Young                 | 3:34 |
| 11.                | Hospital for Souls            | 6:44 |
| Totale duur: 44:11 |                               |      |

| Nr. | Titel                                | Duur |
| --- | ------------------------------------ | ---- |
| 1.  | Join the Club                        | 3:06 |
| 2.  | Chasing Rainbows                     | 4:00 |
| 3.  | Deathbeds (featuring Hannah Snowdon) | 4:57 |

| Nr. | Titel                                | Duur |
| --- | ------------------------------------ | ---- |
| 12. | Join the Club                        | 3:06 |
| 13. | Deathbeds (featuring Hannah Snowdon) | 4:57 |
| 14. | Sleepwalking (Instrumental)          | 3:50 |

| Nr. | Titel                                                 | Duur |
| --- | ----------------------------------------------------- | ---- |
| 12. | Join the Club                                         | 3:06 |
| 13. | Chasing Rainbows (US iTunes deluxe edition exclusive) | 4:00 |
| 14. | Deathbeds (featuring Hannah Snowdon)                  | 4:57 |